# Ісламська література
Ісламська література охоплює літературу різними мовами, яка містить ісламський світогляд.

## Історія

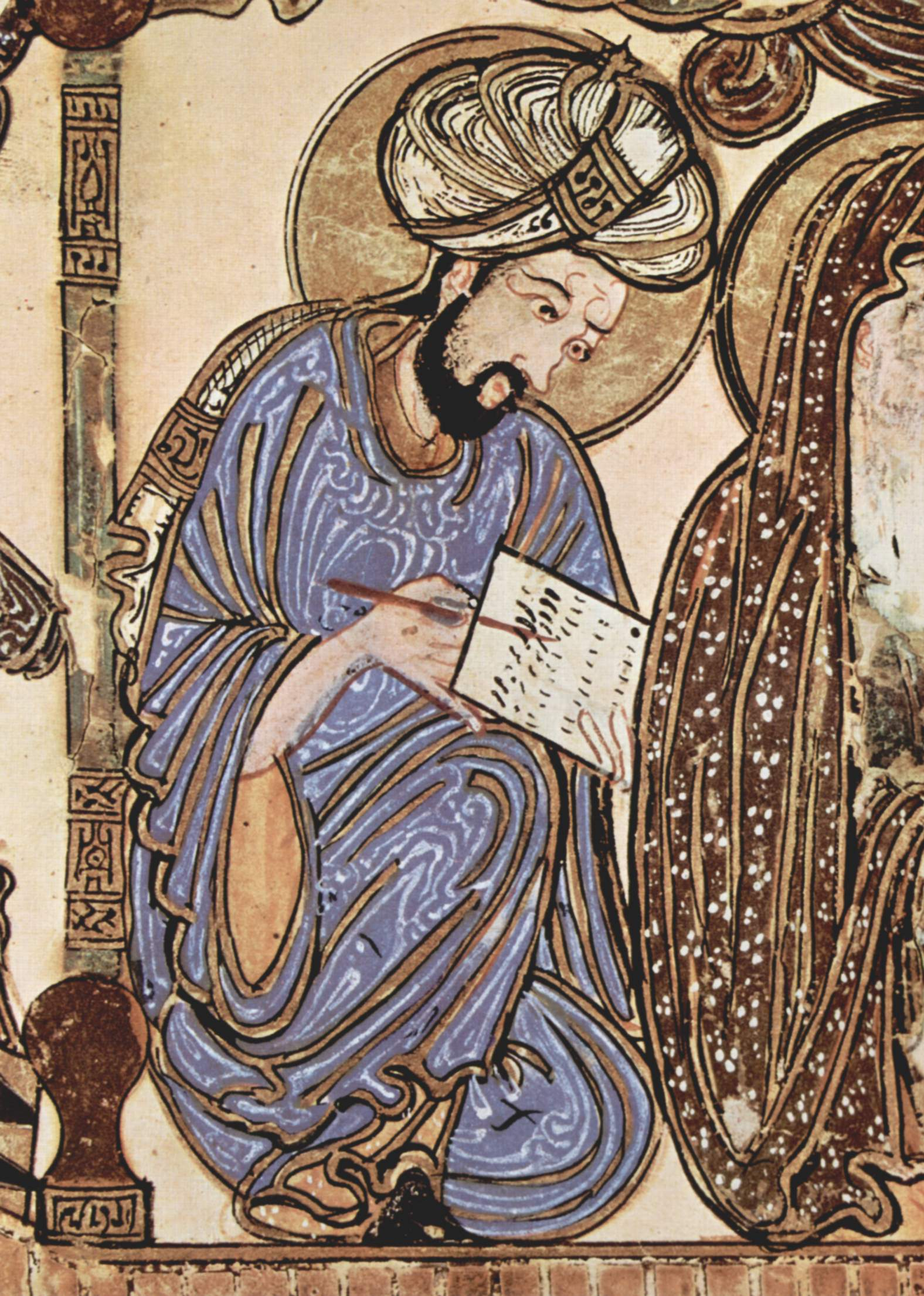
Іракський художник, 1287 р.: Автори в їхньому середовищі, деталь: писар

Ісламська література невідривно пов'язана з її релігійним корінням. «Всі вірші мають бути на службі Аллаха або створені для слави Пророка.» Їх розділяють на язичницьку доісламську поезію — Джагілію та ісламську поезію. Поетична структура віршів Корану породила розквіт абадської літератури в часи Аббасидів. В ісламських університетах літературу минулого збирали та коментували в диванах та антологіях.
У перській поезії поширене запозичення з Корану та інших релігійних текстів і перетворення їх у містичні символи, що надає кожному поетичному релігійного підґрунтя. В літературі суфізму це набуває особливого враження у відтінках «містичного союзу» між божественним і земним. Схоже шукав і ісламський поет Мухаммад Ікбал (1877–1938) подолання протистояння божественного та людського, закликаючи людей усвідомити себе учасниками світового процесу.
Оскільки іслам не знає поділу на світське і духовне, атеїстична ісламська література не існує. Навіть «Сатанинські вірші» Салмана Рушді у цьому сенсі лишаються ісламською літературою.

## Вплив ісламської літератури на західну культуру
Найбільш відомим зібранням наративів ісламського світу вважається «Тисяча й одна ніч», зібрання традиційних народних казок та саг, які розповідаються від імені перської цариці Шагразади, також відомі під назвою «Арабські ночі». Праця була розпочата десь у 10-му сторіччі та набула кінцевої форми у 14-му сторіччі; але кількість та тип наративу змінювались від манускрипту до манускрипту. .
Після перекладу «Арабських ночей» Антуаном Галландом у 18-му сторіччі, приток цієї літератури на захід зростав. З'явилися численні наслідування, особливо у Франції.
Національний іранський епос «Шах-наме» Фірдоусі — це містичний героїчний епос перської історії. Так само поширеним перським епосом був і «Амір Арсалан», чий вплив відчувається досі, наприклад на сучасну японську фентезі «Арслан Сенкі».
Відомим прикладом арабської та перської поезії в романтичному романі є «Лейлі та Маджнун» з часів Омеядів (7-ме ст.). Трагедія про безсмертне кохання, латинський переклад якої пізніше натхнув на створення драми «Ромео і Джульєтта».

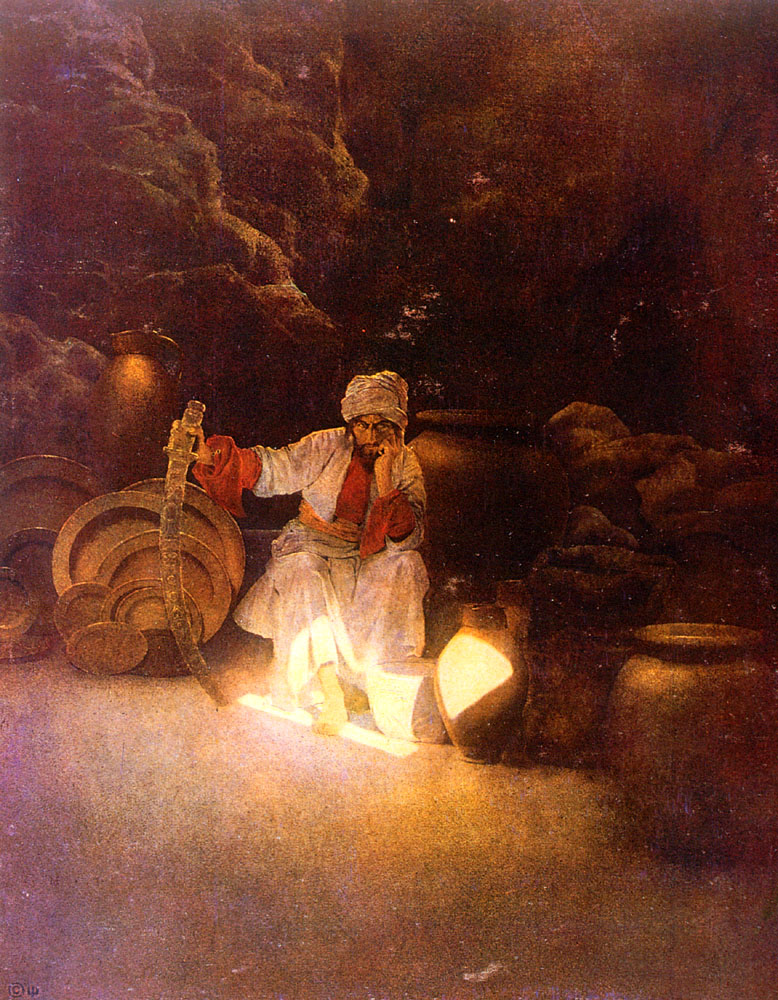
«Алі Баба» Максфілда Парріша

Ібн Туфайль (Абу Бакр) та Ібн аль-Нафіс вважаються засновниками філософського роману. Ібн Туфайль написав перший арабський роман «Хай ібн Якзан» (Philosophus Autodidactus, «Філософ-самоучка») у відповідь на твір Аль-Газалі Непослідовність філософів (Destructio philosophorum), після чого також Ібн аль-Нафіс, у свою чергу, створив роман «Теолог-самоучка» (Theologus Autodidactus). Протагоністи обох праць (Хай у «Філософі-самоучці» та Каміль у «Теолозі-самоучці») зростали як діти джунглів на ненаселеному острові, де вони виховували і навчали себе «самостійно», сюжет, який є найбільш раннім прикладом «роману про людину на ненаселеному острові». Де Хай жив разом зі звірами, історія Каміля у віці підлітка розширюється та врешті перетворюється фактично у один з перших науково-фантастичних романів
Перший латинський переклад «Філософа-самоучки» Ібн Туфайля був зроблений 1671 року Едвардом Пококом молодшим, на ньому базувались англійський переклад Саймона Окліса 1708 року, а також переклад на німецьку та голландську. Вважається, що ці переклади натхнули Даніеля Дефо на створення першого англійського роману «Робінзон Крузо». «Філософ-самоучка» деяким чином натхнув Руссо у праці «Еміль, або Про виховання», та нагадує історію Мауглі (з «Книги джунглів» Редьярда Кіплінга) чи Тарзана в частині, що покинуту дитину виховують тварини.
У  «Божественній комедії» Данте Аліг'єрі можна побачити ряд прямих та непрямих запозичень мотивів та предметів з арабських праць про ісламську есхатологію: хадисів та «Кітаб аль-Мі'радж» (перекладена на латину бл.1264 року під назвою «Liber Scale Machometi» (Книга про сходи Мухаммеда), про ніч вознесіння пророка Мухаммеда, а також духовних праць Ібн Арабі.
Маври вчинили значний вплив на роботи Джорджа Піля та Вільяма Шекспіра. В окремих їх творах присутні маврські характери, наприклад у «Битві при Елькасері» Піля чи у «Венеційському купці», «Тіті Андроніку» чи «Отелло» Шекспіра. Вважається, що ці твори були натхненні декількома маврськими делегаціями з Марокко до елизаветинської Англії на початку 17-го ст..